# Ронконкома (Њујорк)
Ронконкома (енгл. Ronkonkoma) насељено је место без административног статуса у америчкој савезној држави Њујорк.

## Демографија
По попису из 2010. године број становника је 19.082, што је 947 (-4,7%) становника мање него 2000. године.
| Група             | 2000.          | 2010.          |
| Белци             | 17.835 (89,0%) | 15.635 (81,9%) |
| Афроамериканци    | 180 (0,9%)     | 397 (2,1%)     |
| Азијати           | 479 (2,4%)     | 884 (4,6%)     |
| Хиспаноамериканци | 1.269 (6,3%)   | 1.944 (10,2%)  |
| Укупно            | 20.029         | 19.082         |